# Заповідник Кідепо
Заповідник Кідепо — це заповідна територія, розташована у штаті Східна Екваторія, Південний Судан на кордоні з Угандою. Парк займає 1200 км2 та утворює суміжну екосистему з національним парком долини Кідепо в Уганді.

## Флора і фауна
Заповідник включає савани, луки та ліси. На рівнинах переважає акацієва короткотравна савана. Низькі хребти скелястих пагорбів вкриті чагарником, мають ділянки гірських лісів.
Види ссавців у заповіднику включають саванного слона, африканського дикого собаку, лева, гепарда, леопарда, плямисту гієну, малого куду, африканського буйвола та жирафа.
Заповідник є територією важливого орнітологічного значення. Місцеві птахи включають жовтодзьобого турача ( Pternistis icterorhynchus ), жовтогорлого турача ( Pternistis leucoscepus ) і темну горлицю ( Streptopelia lugens ).